# 2007年美国宠物食品污染事件
2007年美国宠物食品污染事件是指2007年3月16日，总部位于加拿大的宠物食品厂家菜单食品（“Menu Foods”）因其原料涉嫌污染导致猫狗宠物死亡，而紧急回收产品的事件。
此次事件的原因、经过、污染范围等均在调查之中。中毒宠物的主要死亡原因是肾衰竭。美国食品药品管理局的初步调查结果认为，涉嫌污染产品使用了2006年末从中国大陆进口的小麦蛋白粉和大米蛋白粉，其中含有三聚氰胺和三聚氰酸。在中毒宠物的肾脏中也发现了含这两种物质的晶体。但具体的中毒机制目前还未有定论。

## 调查进展
美国食品药品管理局调查发现，从江苏徐州安营生物技术开发公司和山东滨州富田生物科技有限公司进口的部分小麦蛋白粉和大米蛋白粉中检出三聚氰胺，并初步认为宠物食品中含有的三聚氰胺是导致猫、狗中毒死亡的原因。

## 政府反应
中国国家质量监督检验检疫总局2007年4月2日公布，经初步调查表明，中国没有向美国、加拿大出口过小麦、麦麸等宠物食品原料，引起美国宠物中毒死亡的“氨基蝶呤”未在中国农业部门登记。2007年5月8日发布调查结果，认为安营生物和滨州富田两家公司因其部分蛋白粉的蛋白质含量不能达到合約的要求，而违规添加了三聚氰胺。其产品并以非法检商品名义报关出口，来逃避检验检疫机构。随后中国政府关闭两企业的厂房并吊销执照。

## 资料来源
1. ↑  . 2021-03-26  [2021-11-15]. （原始内容存档于2021-11-15） （美国英语）.
2. ↑  .   [2021-11-15]. （原始内容存档于2021-11-15）.
3. ↑  .   [2021-11-15]. （原始内容存档于2021-11-15）.
4. ↑  .   [2021-11-15]. （原始内容存档于2021-11-15）.
5. ↑  .   [2007-05-09]. （原始内容存档于2020-10-21）.
6. ↑  .   [2021-11-15]. （原始内容存档于2021-11-15）.